# Eutrichillus brevipilus
Eutrichillus brevipilus là một loài bọ cánh cứng trong họ Cerambycidae.